# Ainoa
Ainoa är ett släkte av lavar. Ainoa ingår i familjen Baeomycetaceae, ordningen Baeomycetales, klassen Lecanoromycetes, divisionen sporsäcksvampar och riket svampar.
|       | Baeomyces                        |
|       |                                  |
| Ainoa | \| \| Ainoa mooreana \| \| \| \| |
|       | \| \| Ainoa mooreana \| \| \| \| |
|       | Ainoa mooreana                   |
|       |                                  |

|  | Ainoa mooreana |
|  |                |